# Рясне (Звягельський район)
Рясне́ — село в Україні, в Звягельському районі Житомирської області. Населення становить 425 осіб. Колищній центр Рясненської сільської ради.

## Географія
Село Рясне розташоване на лівому березі річки Ужа, притоки Прип'яті, за 30 км від районного центру, 5 км від залізничної станції Яблунець.
Межує на північному сході з Кам'янкою, на сході з Хотиж, на півдні з Вільхівкою, на південному заході з Неділищами, на північному заході з смт Яблунець.
У межах села є 5 ставків загальною площею водного дзеркала 12, 76 га.
У селі в Уж впадають річки Безуд, Расен та Хотиш.

## Історія
У 1906 році село Барашівської волості Житомирського повіту Волинської губернії. Відстань від повітового міста 84 верст, від волості 9. Дворів 158, мешканців 912.
В період загострення сталінських репресій проти українського народу в 30-і роки 20-го століття органами НКВС безпідставно було заарештовано і позбавлено волі на різні терміни 24 мешканця села, з яких 9 чол. розстріляно. Нині всі постраждалі від тоталітарного режиму реабілітовані і їхні імена відомі.

### Список репресованих людей села
Бирук Павло Поминович, Бірук Семен Бенедиктович, Болеста Кароль Гнатович, Боль Берта Земенгерівна, Вознюк Іван Федорович, Волошин Шимель Єйнович, Гордієнко Михайло Кузьмич, Днужевський Мар'ян Іванович, Ковальчук Іван Юхимович, Куришко Катерина Антонівна, Лакейчук Андрій Тилимонович, Лакейчук Микита Андрійович, Минич Петро Гнатович, Мостович Броніслав Тимофійович, Павленко Прохор Якович, Паламарчук Савелій Гнатович, Поматовський Василь Михайлович, Прокопенко Федір Михайлович, Рясенчук Микита Васильович, Сардак Марко Власович, Трофимович Калерія Опанасівна, Трофимович Степан Георгійович, Харченко Григорій Васильович, Якимчук Ганна Сидорівна.
Сільраді підпорядковувались села Вікторівка, Кам'янка, Хотиж.

## Сьогодення
В Рясному є восьмирічна школа, де 14 учителів навчають 180 учнів, будинок культури на 200 місць, бібліотека а книжковим фондом 15 тис. примірників, медичний пункт, відділення зв'язку, два магазини.

## Пам'ятки
У Рясному зберігається архітектурна пам'ятка — дерев'яна церква Св. Параскеви, збудована 1771 року.

## Галерея

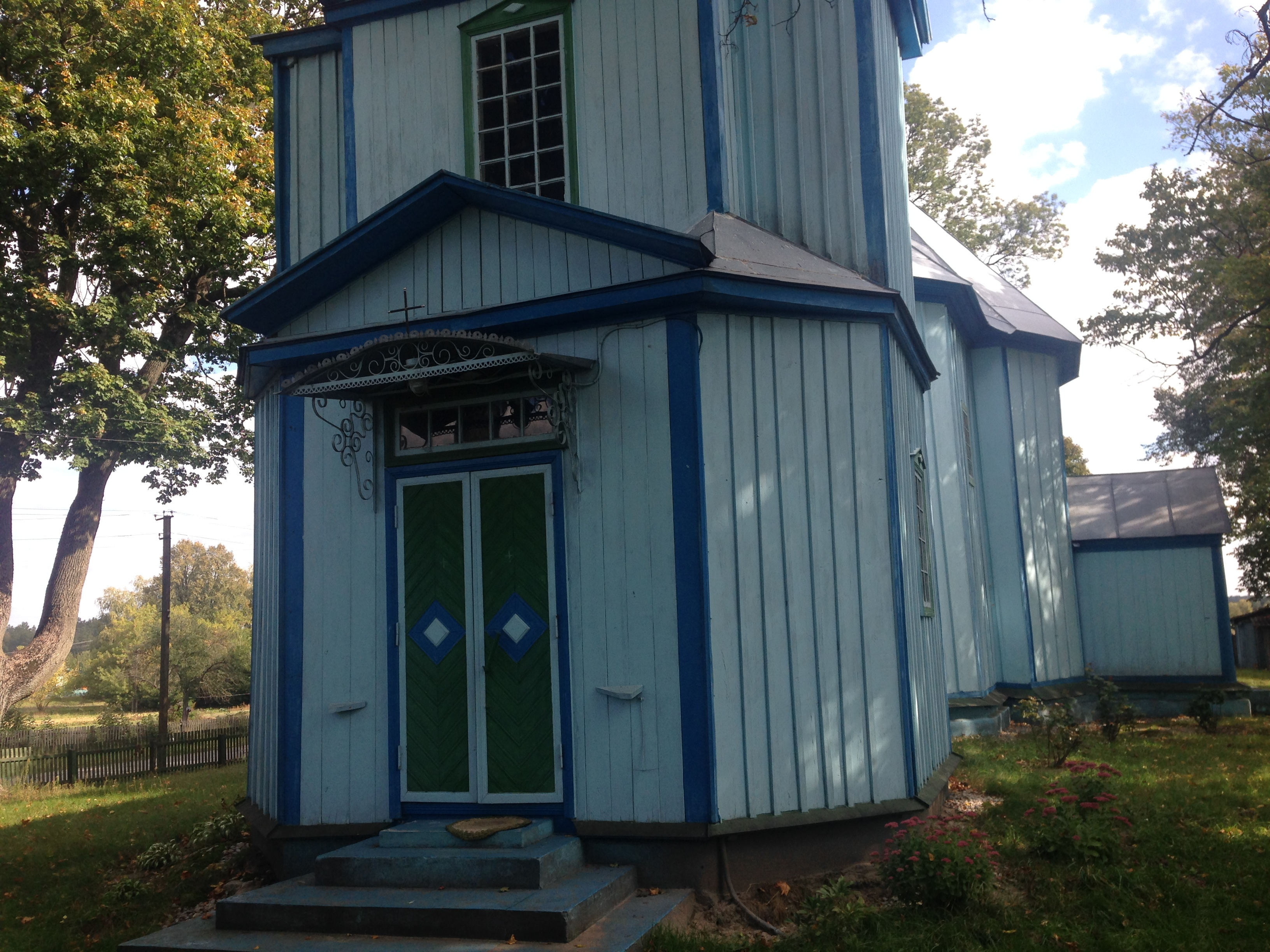
Церква Св. Параскеви